# Ecopista de Guimarães

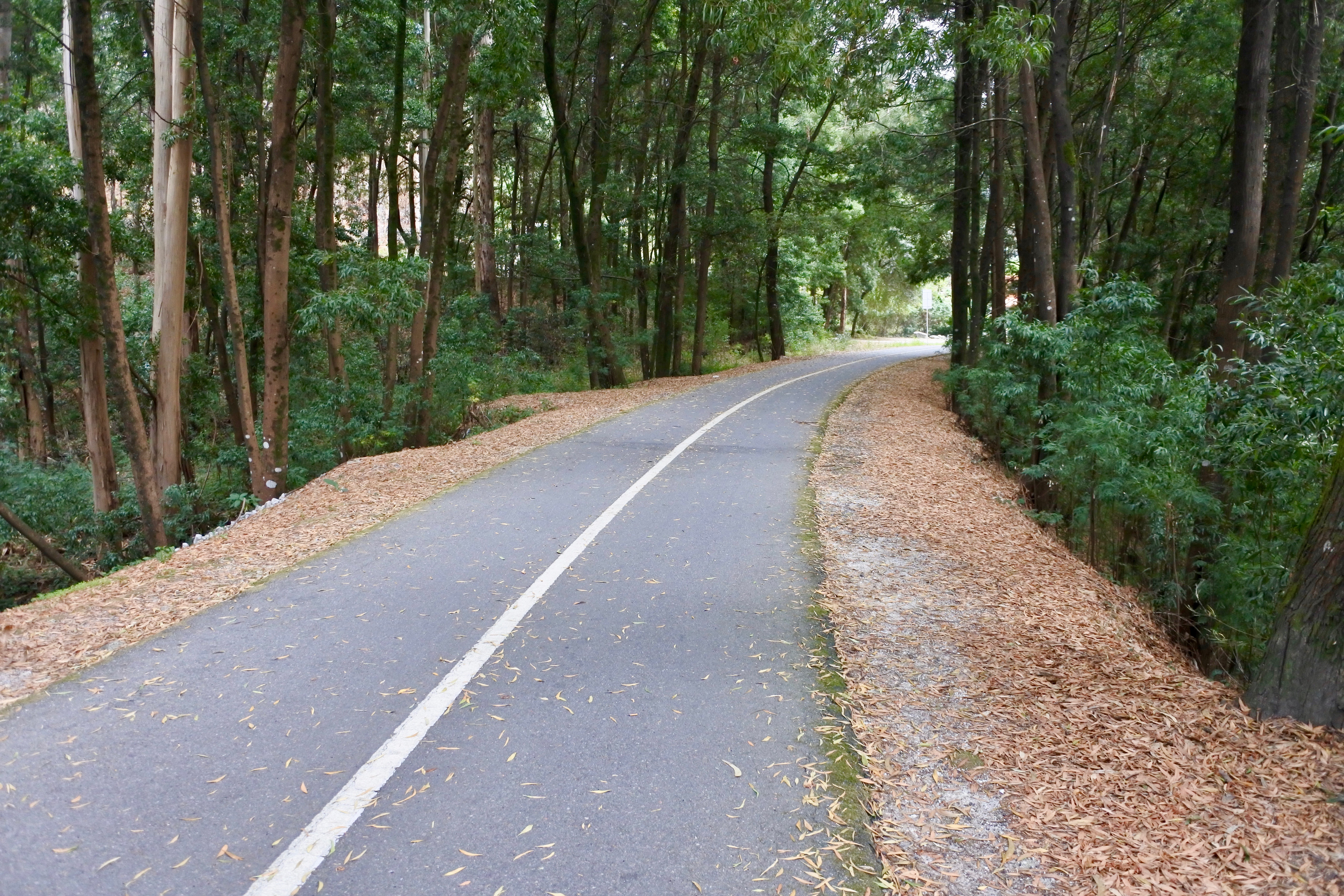
Ecopista de Guimarães

A Ecopista de Guimarães ou Pista de Cicloturismo Guimarães–Fafe é uma ecopista em Portugal entre Guimarães e Fafe. O percurso tem aproximadamente 21,2 km de extensão e segue o traçado de um troço desativado da Linha de Guimarães.